# Mini World Futsal Club Tournament
Клубний міні-чемпіонат світу з футзалу (англ. Mini World Futsal Club Tournament) — турнір, який проходив у Кувейті. Усі ігри були зіграні у столиці країни  — місті Ель-Кувейт. Турнір відбувався з 10 липня по 26 липня 2013 року.

## Учасники
| Клуб             | Конфедерація | Класифікований як                                      |
| ---------------- | ------------ | ------------------------------------------------------ |
| МНК Алумнус      | УЄФА         | Півфіналіст плей-оф першої міні-футбольної ліги        |
| Аль-Мухаррак     | АФК          | Чемпіон футзальної ліги Бахрейну 2012 року             |
| Аль-Наср         | АФК          | Футзальний чемпіонат відсутній                         |
| Аль-Садд         | АФК          | Чемпіон футзальної ліги Катару 2012/2013               |
| Атлетіко Уїла    | КОНМЕБОЛ     | Півфіналіст кол ліги аргос 2012 року                   |
| Чонбурі Блю Вейв | АФК          | Чемпіон футзальної ліги Таїланду 2012/2013             |
| Тиргу-Муреш      | УЄФА         | Чемпіон ліги I 2012/2013                               |
| Дабірі           | АФК          | Чемпіон суперліги 2012/2013                            |
| Ердр-Атлантик    | УЄФА         | Срібний призер першої ліги 2012/2013                   |
| Кардинал-Рівне   | УЄФА         | 6-те місце екстра-ліги 2012/2013                       |
| Казма            | АФК          | Срібний призер футзальної ліги Кувейту 2012/2013       |
| Міср ЛельМакаса  | КАФ          | -                                                      |
| Піночо           | КОНМЕБОЛ     | Переможець клаусури 2012 року                          |
| Квадсіа          | АФК          | Чемпіон футзальної ліги Кувейту 2012/2013              |
| Сантьяґо футзал  | УЄФА         | 1/4 фіналу плей-оф прімери 2012/2013                   |
| Спорт Колоніаль  | КОНМЕБОЛ     | 10-те місце у національній лізі футзалу ФІФА 2012/2013 |

## Склади команд
| Кардинал-Рівне | Кардинал-Рівне | Кардинал-Рівне | Кардинал-Рівне     |
| №              | Позиція        | Рік народження | Гравець            |
| -------------- | -------------- | -------------- | ------------------ |
| 1              | Воротар        | 1983           | Віталій Дєнюжкін   |
| 4              | Універсал      | 1989           | Олександр Гергелюк |
| 7              | Універсал      | 1983           | Мар'ян Маринюк     |
| 8              | Універсал      | 1985           | Віталій Танський   |
| 9              | Універсал      | 1988           | Юрій Когут         |
| 10             | Універсал      | 1976           | Сергій Піддубний   |
| 13             | Універсал      | 1992           | Дмитро Ситник      |
| 17             | Універсал      | 1988           | Олександр Басич    |
| 19             | Універсал      | 1992           | Артем Фаренюк      |
| 20             | Універсал      | 1981           | Олександр Бондар   |
| 22             | Універсал      | 1989           | Віталій Кашуба     |
| 25             | Універсал      | 1987           | Андрій Чернієнко   |
| 27             | Воротар        | 1987           | Іван Гурко         |
| 80             | Універсал      | 1980           | Сергій Тригубець   |

| Ердр-Атлантик | Ердр-Атлантик  | Ердр-Атлантик  | Ердр-Атлантик             |
| №             | Національність | Рік народження | Гравець                   |
| ------------- | -------------- | -------------- | ------------------------- |
| 1             | Іспанія        | 1983           | Родріго Мдрал             |
| 2             | Іспанія        | 1988           | Давід Гонсалес            |
| 4             | Франція        | 1987           | Карім Брахім              |
| 5             | Іспанія        | 1991           | Хав'єр Морено             |
| 6             | Франція        | 1987           | Карім Бетанкур            |
| 7             | Франція        | 1986           | Крістоф Бенмаза           |
| 8             | Іспанія        | 1986           | Анхель Аюсо Піко          |
| 9             | Іспанія        | 1982           | Келсо Санс Сендон         |
| 10            | Франція        | 1982           | Жой Мінголю               |
| 11            | Франція        | 1987           | Давід Ле Бетт             |
| 12            | Іспанія        | 1982           | Мігель Вента              |
| 13            | Іспанія        | 1977           | Даніель Фернандес Редондо |
| 14            | Іспанія        | 1979           | Роберто Гарсія            |
| 16            | Франція        | 1986           | Максім Евеіль             |
|               |                | Тренер         | Фабріс Каконьйоль         |

| Аль-Мухаррак | Аль-Мухаррак | Аль-Мухаррак   | Аль-Мухаррак   | Аль-Мухаррак                      |
| №            | Позиція      | Національність | Рік народження | Гравець                           |
| ------------ | ------------ | -------------- | -------------- | --------------------------------- |
| 3            | Центр        | Бахрейн        | 1991           | Ахмед Мохамед Жасім               |
| 4            | Захисник     | Бразилія       | 1982           | Натанаель Де Фігейредо            |
| 5            | Нападник     | Бахрейн        | 1986           | Махмуд Абдулрахман                |
| 6            | Центр        | Бахрейн        | 1989           | Алі Салех Фріх                    |
| 7            | Захисник     | Бахрейн        | 1981           | Махмуд Абдулразак Аль Шаркаві     |
| 9            | Нападник     | Бахрейн        | 1990           | Ахмед Мохамед Абдулрасул          |
| 10           | Нападник     | Бахрейн        | 1987           | Алі Мохамед Абдулрасул            |
| 12           | Воротар      | Бахрейн        | 1988           | Хамад Дассас Таха                 |
| 13           | Воротар      | Бахрейн        | 1986           | Саєд Мохамед Хамід                |
| 15           | Захисник     | Бахрейн        | 1989           | Яссам Салех Хасан                 |
| 16           | Центр        | Бахрейн        | 1987           | Саєд Мохамед Султан               |
| 17           | Захисник     | Бахрейн        | 1986           | Абдулла Аббас Абдулла             |
| 27           | Центр        | Бахрейн        | 1989           | Ебрахім Ахмед Хабіб               |
| 65           | Нападник     | Бразилія       | 1986           | Ігор Фернандо Гальвано            |
|              | Тренер       | Бразилія       | 23 лютого 1977 | Густаво Енріке Злокковік да Сілва |

| Чонбурі Блю Вейв | Чонбурі Блю Вейв | Чонбурі Блю Вейв | Чонбурі Блю Вейв | Чонбурі Блю Вейв       |
| №                | Позиція          | Національність   | Рік народження   | Гравець                |
| ---------------- | ---------------- | ---------------- | ---------------- | ---------------------- |
| 15               | Воротар          | Іран             | 2013             | Есмаеїл Абасьян        |
| 13               | Універсал        | Таїланд          | 1990             | Улід Россанакарн       |
| 6                | Універсал        | Таїланд          | 1990             | Танаторн Сантанапрасіт |
| 9                | Універсал        | Таїланд          | 1990             | Супхевут Туенкланг     |
| 12               | Універсал        | Таїланд          | 1990             | Саравут Яйпеч          |
| 4                | Універсал        | Таїланд          | 1990             | Рудімар Венансіо       |
| 3                | Універсал        | Таїланд          | 1990             | Наттавут Срірангпріот  |
| 10               | Універсал        | Таїланд          | 1990             | Наттавут Маділан       |
| 7                | Універсал        | Таїланд          | 1990             | Крітсада Вонгкаео      |
| 14               | Універсал        | Таїланд          | 1990             | Кіттійот Шалаемхет     |
| 5                | Універсал        | Таїланд          | 1990             | Наттапон Суттірож      |
| 1                | Воротар          | Таїланд          | 1990             | Данг Фоуч Ан           |
| 8                | Універсал        | Таїланд          | 1990             | Апіва Чаемчароен       |
| 11               | Польовий         | Таїланд          | 1990             | Анукул Міні            |

## Груповий етап

### Група A
| Команда         | І | В | Н | П | ГЗ | ГП | РМ | О |
| --------------- | - | - | - | - | -- | -- | -- | - |
| Кардинал-Рівне  | 3 | 3 | 0 | 0 | 9  | 1  | +8 | 9 |
| Міср ЛельМакаса | 3 | 2 | 0 | 1 | 6  | 3  | +3 | 6 |
| Атлетіко Уїла   | 3 | 1 | 0 | 2 | 6  | 8  | -2 | 3 |
| Аль-Наср        | 3 | 0 | 0 | 3 | 1  | 10 | -9 | 0 |

| 10 липня 15:50 |

| Кардинал-Рівне                            | 2 - 0            | Аль-Наср |
| ----------------------------------------- | ---------------- | -------- |
| Сергій Тригубець 13' Андрій Чернієнко 28' | Протокол (англ.) |          |

| Казма-холл, Ель-Кувейт |

| 10 липня 17:00 |

| Атлетіко Уїла               | 1 - 2            | Міср ЛельМакаса                                  |
| --------------------------- | ---------------- | ------------------------------------------------ |
| Джон Александр Родрігес 22' | Протокол (англ.) | Ахмед Хусейн Осман 35' Рамадан Гаріб Смасірі 39' |

| Казма-холл, Ель-Кувейт |

| 14 липня 15:50 |

| Кардинал-Рівне                            | 2 - 1            | Міср ЛельМакаса           |
| ----------------------------------------- | ---------------- | ------------------------- |
| Олександр Бондар 33' Сергій Піддубний 37' | Протокол (англ.) | Самі Аль-Мутаз Беллах 18' |

| Казма-холл, Ель-Кувейт |

| 14 липня 17:00 |

| Атлетіко Уїла | 5 - 1            | Аль-Наср         |
| --- | ---------------- | ---------------- |
| Джефферсон Морено Руеда 30' Хесус Фернандо Техада Бонілла 34' Міллер Едуардо Кабрера 36', 38' Джон Александр Родрігес 37' | Протокол (англ.) | Яхйя Аль-Шері 3' |

| Казма-холл, Ель-Кувейт |

| 18 липня 15:50 |

| Кардинал-Рівне                                                       | 5 - 0            | Атлетіко Уїла |
| -------------------------------------------------------------------- | ---------------- | ------------- |
| Андрій Чернієнко 9', 13', 39' Сергій Тригубець 21' Артем Фаренюк 38' | Протокол (англ.) |               |

| Казма-холл, Ель-Кувейт |

| 18 липня 17:00 |

| Міср ЛельМакаса | 3 - 0            | Аль-Наср |
| --------------- | ---------------- | -------- |
|                 | Протокол (англ.) |          |

| Казма-холл, Ель-Кувейт |

### Група В
| Команда       | І | В | Н | П | ГЗ | ГП | РМ | О |
| ------------- | - | - | - | - | -- | -- | -- | - |
| Аль-Мухаррак  | 3 | 2 | 0 | 1 | 8  | 5  | +3 | 6 |
| Піночо        | 3 | 2 | 0 | 1 | 8  | 7  | +1 | 6 |
| Тиргу-Муреш   | 3 | 2 | 0 | 1 | 11 | 11 | 0  | 6 |
| Ердр-Атлантик | 3 | 0 | 0 | 3 | 8  | 12 | -4 | 0 |

| 11 липня 15:50 |

| Піночо                       | 2 - 1            | Аль-Мухаррак       |
| ---------------------------- | ---------------- | ------------------ |
| Лукас Майна 4' Алан Кало 15' | Протокол (англ.) | Алі Салех Фріх 14' |

| Казма-холл, Ель-Кувейт |

| 11 липня 17:00 |

| Тиргу-Муреш                                                                  | 6 - 4            | Ердр-Атлантик                                     |
| ---------------------------------------------------------------------------- | ---------------- | ------------------------------------------------- |
| Думітру Мімі Стойка 1' Космін-Маріус Херман 4', 21' Роберт Лупу 6', 15', 38' | Протокол (англ.) | Хав'єр Морено 12', 30', 37' Келсо Санс Сендон 18' |

| Казма-холл, Ель-Кувейт |

| 15 липня 15:50 |

| Піночо                                          | 3 - 2                                                | Ердр-Атлантик                             |
| ----------------------------------------------- | ---------------------------------------------------- | ----------------------------------------- |
| Лукас Майна 31' Мауро Куетгла 36' Алан Кало 38' | Протокол[недоступне посилання з лютого 2019] (англ.) | Келсо Санс Сендон 4' Анхель Аюсо Піко 16' |

| Казма-холл, Ель-Кувейт |

| 15 липня 17:00 |

| Тиргу-Муреш       | 1 - 4            | Аль-Мухаррак                                                                                |
| ----------------- | ---------------- | ------------------------------------------------------------------------------------------- |
| Богдан Ковачі 30' | Протокол (англ.) | Яссам Салех Хасан 1' Алі Салех Фріх 16' Ахмед Мохамед Абдулрасул 34' Махмуд Абдулрахман 39' |

| Казма-холл, Ель-Кувейт |

| 19 липня 15:50 |

| Піночо                                              | 3 - 4            | Тиргу-Муреш                                       |
| --------------------------------------------------- | ---------------- | ------------------------------------------------- |
| Лукас Майна 16' Габріель Фафасулі 28' Алан Кало 37' | Протокол (англ.) | Маріус Крістіан Матей 7', 7', 35' Роберт Лупу 13' |

| Казма-холл, Ель-Кувейт |

| 19 липня 17:00 |

| Ердр-Атлантик                       | 2 - 3            | Аль-Мухаррак                                          |
| ----------------------------------- | ---------------- | ----------------------------------------------------- |
| Роберто Гарсіа 3' Карім Бентафо 36' | Протокол (англ.) | Ігор Фернандо Гальвано 9', 16' Махмуд Абдулрахман 40' |

| Казма-холл, Ель-Кувейт |

### Група С
| Команда         | І | В | Н | П | ГЗ | ГП | РМ | О |
| --------------- | - | - | - | - | -- | -- | -- | - |
| Аль-Садд        | 3 | 1 | 2 | 0 | 10 | 8  | +2 | 5 |
| Квадсіа         | 3 | 1 | 1 | 1 | 14 | 7  | +7 | 4 |
| Спорт Колоніаль | 3 | 1 | 1 | 1 | 6  | 7  | -1 | 4 |
| Дабірі          | 3 | 0 | 2 | 1 | 9  | 17 | -8 | 2 |

| 12 липня 15:50 |

| Дабірі                                              | 4 - 4            | Аль-Садд                                                                             |
| --------------------------------------------------- | ---------------- | ------------------------------------------------------------------------------------ |
| Вахід Шамсаі 2', 38' Сейєд Насроллах Момен 28', 29' | Протокол (англ.) | Мохамед Ісмаїл Ахмед Ісмаїл 21' Самер Самі Вахід 26', 33' Родріго Хав'єр да Роча 28' |

| Казма-холл, Ель-Кувейт |

| 12 липня 17:00 |

| Спорт Колоніаль                    | 2 - 1            | Квадсіа          |
| ---------------------------------- | ---------------- | ---------------- |
| Родріго Енмануель Перейра 22', 39' | Протокол (англ.) | Марсіо Гомес 23' |

| Казма-холл, Ель-Кувейт |

| 16 липня 15:50 |

| Дабірі                                               | 3 - 11           | Квадсіа |
| ---------------------------------------------------- | ---------------- | --- |
| Рашид Галіпур 24' Вахід Шамсаі 28' Меран Резапур 37' | Протокол (англ.) | Тіагу Ігнтіук 1', 22' Марсіо Гомес 8' Рафаель Соуа 14', 16', 26' Габріель Мартінс 28' Рафал Новаес 29', 31', 38', 39' |

| Казма-холл, Ель-Кувейт |

| 16 липня 17:00 |

| Спорт Колоніаль              | 2 - 4            | Аль-Садд |
| ---------------------------- | ---------------- | --- |
| Магно Даніель Сілва 33', 34' | Протокол (англ.) | Мохамед Ісмаїл Ахмед Ісмаїл 2' Родріго Хав'єр да Роча 32' Амро Мохссейн Ібрагім 38' Флавіо Баррето Арантес 39' |

| Казма-холл, Ель-Кувейт |

| 20 липня 15:50 |

| Дабірі                                       | 2 - 2            | Спорт Колоніаль                                      |
| -------------------------------------------- | ---------------- | ---------------------------------------------------- |
| Фархад Факхім 29' Джавад Асгарі Мохаддам 36' | Протокол (англ.) | Магно Даніель Сілва 6' Родріго Енмануель Перейра 28' |

| Казма-холл, Ель-Кувейт |

| 20 липня 17:00 |

| Квадсіа                          | 2 - 2                                                | Аль-Садд                                             |
| -------------------------------- | ---------------------------------------------------- | ---------------------------------------------------- |
| Марсіо Гомес 2' Рафаель Соуа 31' | Протокол[недоступне посилання з лютого 2019] (англ.) | Родріго Хав'єр да Роча 6' Флавіо Баррето Арантес 23' |

| Казма-холл, Ель-Кувейт |

### Група D
| Команда          | І | В | Н | П | ГЗ | ГП | РМ | О |
| ---------------- | - | - | - | - | -- | -- | -- | - |
| Сантьяґо футзал  | 3 | 3 | 0 | 0 | 6  | 1  | +5 | 9 |
| МНК Алумнус      | 3 | 1 | 1 | 1 | 5  | 5  | 0  | 4 |
| Чонбурі Блю Вейв | 3 | 1 | 1 | 1 | 6  | 7  | -1 | 4 |
| Казма            | 3 | 0 | 0 | 3 | 3  | 7  | -4 | 0 |

| 13 липня 15:50 |

| Сантьяґо футзал           | 1 - 0            | Казма |
| ------------------------- | ---------------- | ----- |
| Дієго Куінтела Карріл 30' | Протокол (англ.) |       |

| Казма-холл, Ель-Кувейт |

| 13 липня 17:00 |

| МНК Алумнус          | 2 - 2            | Чонбурі Блю Вейв                           |
| -------------------- | ---------------- | ------------------------------------------ |
| Хрвоє Пенава 2', 38' | Протокол (англ.) | Крітсада Вонгкаео 22' Рудімар Венансіо 39' |

| Казма-холл, Ель-Кувейт |

| 17 липня 15:50 |

| Сантьяґо футзал                                        | 3 - 1                                                | Чонбурі Блю Вейв     |
| ------------------------------------------------------ | ---------------------------------------------------- | -------------------- |
| Хамза Маймон Амессауд 7' Алан Бранді Куасніку 21', 22' | Протокол[недоступне посилання з лютого 2019] (англ.) | Наттавут Маділан 29' |

| Казма-холл, Ель-Кувейт |

| 17 липня 17:00 |

| МНК Алумнус                                  | 3 - 1            | Казма                |
| -------------------------------------------- | ---------------- | -------------------- |
| Хрвоє Пенава 24', 32' Крістіан Пострузін 39' | Протокол (англ.) | Даніель Кітассон 36' |

| Казма-холл, Ель-Кувейт |

| 21 липня 15:50 |

| Сантьяґо футзал                              | 2 - 0            | МНК Алумнус |
| -------------------------------------------- | ---------------- | ----------- |
| Алан Бранді Куасніку 1' Давід Руїс Мулас 14' | Протокол (англ.) |             |

| Казма-холл, Ель-Кувейт |

| 21 липня 17:00 |

| Чонбурі Блю Вейв                                              | 3 - 2            | Казма                                |
| ------------------------------------------------------------- | ---------------- | ------------------------------------ |
| Саравут Яйпеч 16' Супхевут Туенкланг 27' Наттавут Маділан 33' | Протокол (англ.) | Жоао Вієйра 29' Даніель Кітассон 30' |

| Казма-холл, Ель-Кувейт |

## Плей-оф
|  | Чвертьфінали                      | Чвертьфінали                      |                                   |                 | Півфінали   | Півфінали   |  |  | Фінал                             | Фінал |
|  |                                   |                                   |                                   |                 |             |             |  |  |                                   |       |
|  | 22 липня - Казма-холл, Ель-Кувейт |                                   |                                   |                 |             |             |  |  |                                   |       |
|  |                                   |                                   |                                   |                 |             |             |  |  |                                   |       |
|  | Кардинал-Рівне                    | 3                                 |                                   |                 |             |             |  |  |                                   |       |
|  | Кардинал-Рівне                    | 3                                 | 24 липня - Казма-холл, Ель-Кувейт |                 |             |             |  |  |                                   |       |
|  | Квадсіа                           | 0                                 |                                   |                 |             |             |  |  |                                   |       |
|  | Квадсіа                           | 0                                 | Кардинал-Рівне                    | 2               |             |             |  |  |                                   |       |
|  | 22 липня - Казма-холл, Ель-Кувейт |                                   | Кардинал-Рівне                    | 2               |             |             |  |  |                                   |       |
|  |                                   | МНК Алумнус                       | 1                                 |                 |             |             |  |  |                                   |       |
|  | Аль-Мухаррак                      | МНК Алумнус                       | 1                                 | 1               |             |             |  |  |                                   |       |
|  | Аль-Мухаррак                      |                                   | 26 липня - Казма-холл, Ель-Кувейт | 1               |             |             |  |  |                                   |       |
|  | МНК Алумнус                       | 5                                 |                                   |                 |             |             |  |  |                                   |       |
|  | МНК Алумнус                       | 5                                 | Кардинал-Рівне                    | 1               |             |             |  |  |                                   |       |
|  | 23 липня - Казма-холл, Ель-Кувейт |                                   | Кардинал-Рівне                    | 1               |             |             |  |  |                                   |       |
|  |                                   | Міср ЛельМакаса                   | 3                                 |                 |             |             |  |  |                                   |       |
|  | Аль-Садд                          | Міср ЛельМакаса                   | 3                                 | 1 (1)           |             |             |  |  |                                   |       |
|  | Аль-Садд                          | 24 липня - Казма-холл, Ель-Кувейт |                                   | 1 (1)           |             |             |  |  |                                   |       |
|  | Міср ЛельМакаса                   | 1 (3)                             |                                   |                 |             |             |  |  |                                   |       |
|  | Міср ЛельМакаса                   | 1 (3)                             | Міср ЛельМакаса                   | 3               | Третє місце | Третє місце |  |  |                                   |       |
|  | 23 липня - Казма-холл, Ель-Кувейт |                                   | Міср ЛельМакаса                   | 3               | Третє місце | Третє місце |  |  |                                   |       |
|  |                                   | Сантьяґо футзал                   | 2                                 |                 |             |             |  |  |                                   |       |
|  | Сантьяґо футзал                   | Сантьяґо футзал                   | 2                                 | 4               | МНК Алумнус | 1           |  |  |                                   |       |
|  | Сантьяґо футзал                   |                                   |                                   | 4               | МНК Алумнус | 1           |  |  |                                   |       |
|  | Піночо                            | 3                                 |                                   | Сантьяґо футзал | 2           |             |  |  |                                   |       |
|  | Піночо                            | 3                                 |                                   |                 | 2           |             |  |  |                                   |       |
|  |                                   |                                   |                                   |                 |             |             |  |  | 25 липня - Казма-холл, Ель-Кувейт |       |
|  |                                   |                                   |                                   |                 |             |             |  |  |                                   |       |

### Чвертьфінали
| 22 липня 15:50 |

| Кардинал-Рівне                                                 | 3 - 0                                                | Квадсіа |
| -------------------------------------------------------------- | ---------------------------------------------------- | ------- |
| Олександр Бондар 27' Сергій Піддубний 33' Андрій Чернієнко 39' | Протокол[недоступне посилання з лютого 2019] (англ.) |         |

| Казма-холл, Ель-Кувейт |

| 22 липня 17:00 |

| Аль-Мухаррак            | 1 - 5            | МНК Алумнус                                    |
| ----------------------- | ---------------- | ---------------------------------------------- |
| Ахмед Мохамед Жасім 39' | Протокол (англ.) | Матія Капар 7', 37' Хрвоє Пенава 17', 21', 38' |

| Казма-холл, Ель-Кувейт |

| 23 липня 15:50 |

| Аль-Садд            | 1 - 1 (пен.) 1 – 3 | Міср ЛельМакаса              |
| ------------------- | ------------------ | ---------------------------- |
| Самер Самі Вахід 4' | Протокол (англ.)   | Айман Ібрахем Абдулкадер 24' |

| Казма-холл, Ель-Кувейт |

| 23 липня 17:00 |

| Сантьяґо футзал                                                        | 4 - 3            | Піночо                                                             |
| ---------------------------------------------------------------------- | ---------------- | ------------------------------------------------------------------ |
| Давід Руїс Мулас 6' Давід Пазос Фуентес 24', 29' Луїс Лопес Гарсія 36' | Протокол (англ.) | Лукас Майна 9' Сантьяґо Даніель Еліас 14' Герман Абель Корацца 38' |

| Казма-холл, Ель-Кувейт |

### Півфінали
| 24 липня 15:50 |

| Кардинал-Рівне                            | 2 - 1            | МНК Алумнус   |
| ----------------------------------------- | ---------------- | ------------- |
| Олександр Бондар 30' Сергій Піддубний 40' | Протокол (англ.) | Йосип Юріч 8' |

| Казма-холл, Ель-Кувейт |

| 24 липня 17:00 |

| Міср ЛельМакаса                                            | 3 - 2            | Сантьяґо футзал                                   |
| ---------------------------------------------------------- | ---------------- | ------------------------------------------------- |
| Ахмад Есрі Абдуллатеф 9', 14' Айман Ібрахем Абдулкадер 27' | Протокол (англ.) | Алан Бранді Куасніку 8' Дієго Куінтела Карріл 23' |

| Казма-холл, Ель-Кувейт |

### Матч за 3-тє місце
| 25 липня 16:30 |

| МНК Алумнус    | 1 - 2            | Сантьяґо футзал                               |
| -------------- | ---------------- | --------------------------------------------- |
| Йосип Юріч 31' | Протокол (англ.) | Давід Руїс Мулас 17' Алан Бранді Куасніку 19' |

| Казма-холл, Ель-Кувейт |

### Фінал
| 26 липня 16:00 |

| Кардинал-Рівне       | 1 - 3 (д.ч.)     | Міср ЛельМакаса                                                                   |
| -------------------- | ---------------- | --------------------------------------------------------------------------------- |
| Олександр Бондар 20' | Протокол (англ.) | Айман Ібрахем Абдулкадер 16' Мохаммад Ібрахем Ідріс 47' Рамадан Гаріб Смасірі 50' |

| Казма-холл, Ель-Кувейт |

## Нагороди
| Mini World Futsal Club Tournament 2013 |
| -------------------------------------- |
| Єгипет                                 |
| Міср ЛельМакаса Перший титул           |

- Найкращий гравець
  -  Алан Бранді Куасніку

- Найкращий бомбардир
  -  Хрвоє Пенава (7 голів)

- Найкращий воротар
  -  Віталій Дєнюжкін

- Найкращий молодий гравець
  -  Крістіан Пострузін

- Найкраща команда
  -  Кардинал-Рівне

- Нагорода за чесну гру
  -  МНК Алумнус